# 軽井沢ショー記念礼拝堂

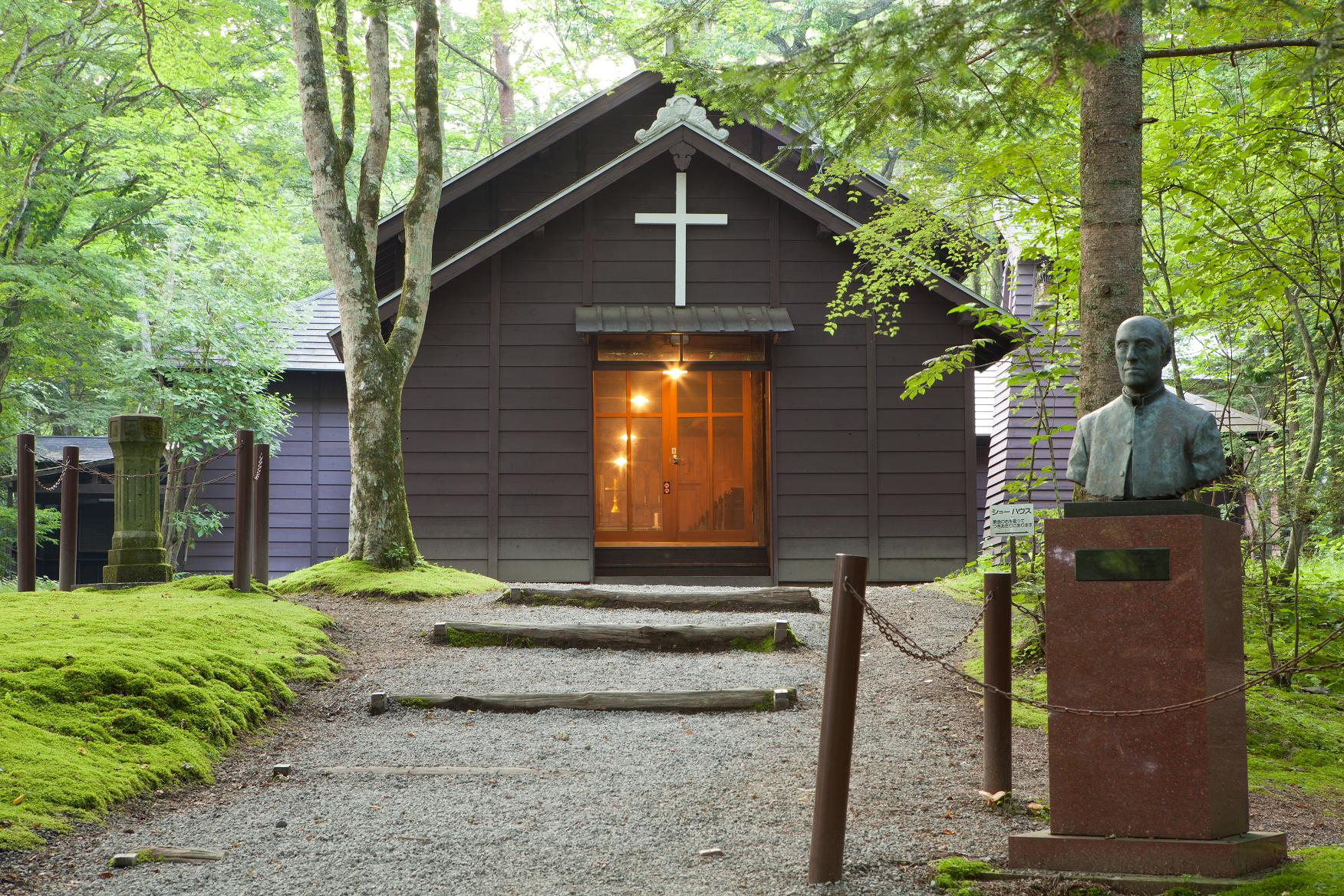
軽井沢ショー記念礼拝堂とＡ．Ｃ．ショーの胸像

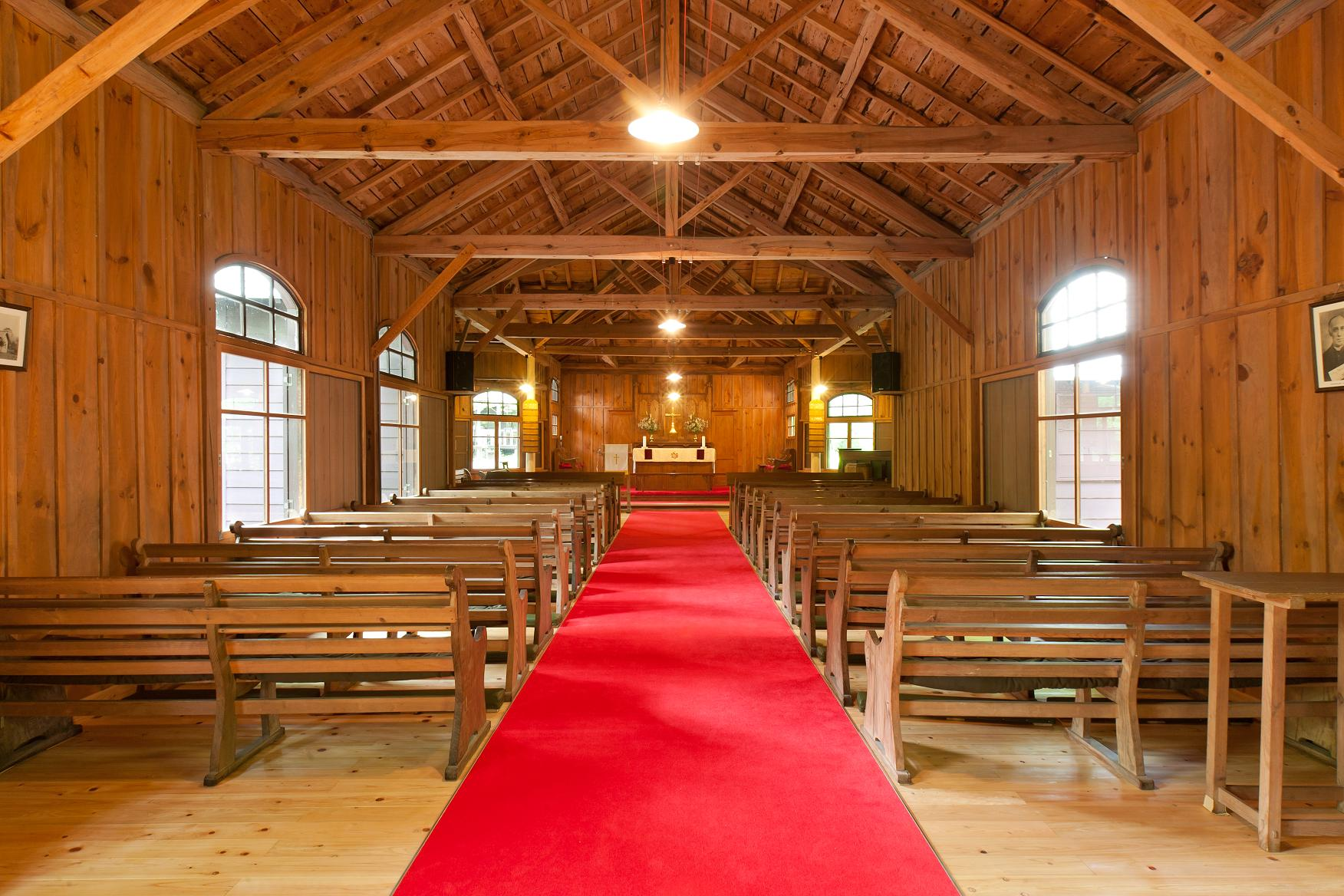
軽井沢ショー記念礼拝堂の内部

軽井沢ショー記念礼拝堂（かるいざわショーきねんれいはいどう）は、長野県北佐久郡軽井沢町にある日本聖公会中部教区に属する教会堂。
カナダ生まれの聖公会宣教師アレキサンダー・クロフト・ショーによって創設された軽井沢最古の教会。エドワード・ビカステス主教によって聖別（献堂）された。現在の建物の原形が造られたのは1895年（明治28年）で、1922年（大正11年）までにほぼ現在の形に増改築された。礼拝堂の前にはショーの胸像と1903年（明治36年）に村民によって寄贈された記念碑が建っている。隣接してショーハウス記念館が1986年（昭和61年）に復元されている。

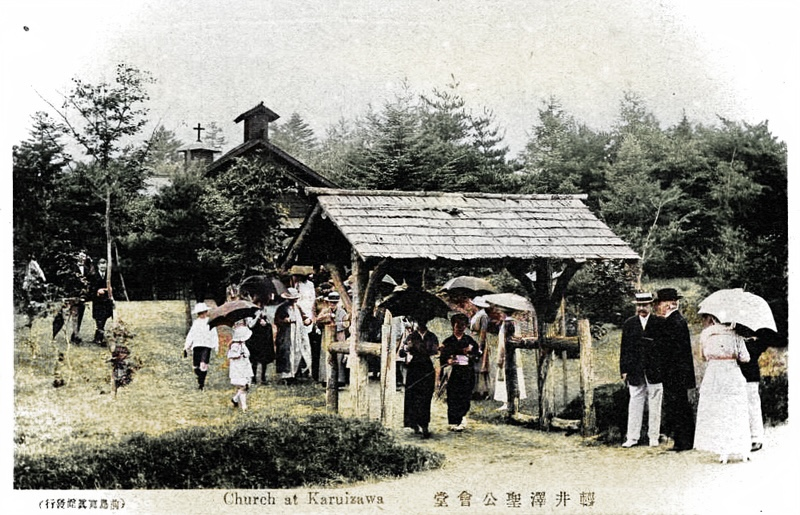
戦前の同礼拝堂

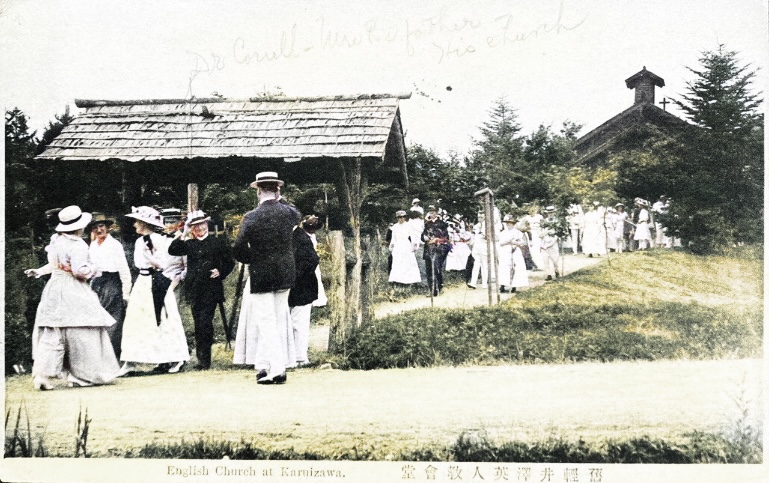
別角度から

## 所在地
- 〒389-0102 長野県北佐久郡軽井沢町大字軽井沢57－1

## 交通アクセス
- 北陸新幹線・しなの鉄道 軽井沢駅よりバス「旧軽井沢」下車、徒歩10分～15分

## 周辺情報
- ショーハウス記念館
- 旧軽井沢銀座
- 軽井沢聖パウロカトリック教会
- つるや旅館
- 雲場池
- 矢ヶ崎公園
- 旧三笠ホテル
- 万平ホテル
- 軽井沢ユニオンチャーチ